# 青空狂騒曲 (1931年の映画)
『青空狂騒曲』（あおぞらきょうそうきょく、Flying High/George White's Flying High/Happy Landing）は、1931年のアメリカ合衆国のプレコード・ミュージカル映画。
ジョージ・ホワイトによるプロデュース、バディ・デシルヴァおよびルー・ブラウン作詞、レイ・ヘンダーソン作曲、ドロシー・フィールズ追加作詞、ジミー・マクヒュー追加作曲でメトロ・ゴールドウィン・メイヤーにより公開された。バート・ラー、シャーロット・グリーンウッド、パット・オブライアン、チャールズ・ウイニンガー、ヘッダ・ホッパー、そしてガス・アーンハイムおよび彼のオーケストラが出演した。

## あらすじ
ウェイトレスのパンジー・ボッツ(シャーロット・グリーンウッド)は「パイロット・ガゼット」紙に500ドルの報酬付きで夫を募集する広告を掲載するがうまくいかない。近くの飛行場で発明家のラスティ・クラウス(バート・ラー)は「エアロコプター」を組み立て、第10回エアショーに出場しようとしている。資金を使い果たし、ラスティはスポート・ウォーデル(パット・オブライアン)に裕福な投資家を探すのを手伝ってくれるよう頼む。その直後、フレッド・スミス(ガイ・キビー)とその娘アイリーン(キャスリーン・クロフォード)がエアロコプターに興味を示すが、現金を持っていない。
ラスティはパートナーがスミスからの小切手を受けたことで逮捕されるのではないかと心配する。スポートはラスティがパンジーと結婚して、会社の将来のために持参金500ドルを使うことを勧める。スポートはパンジーに写真の男性(クラーク・ゲーブル)と結婚できるとそそのかす。しかしパンジーはラスティに一目ぼれする。
スミスとスポートは不正取引で逮捕され、スミスとの契約はなくなる。スポートはアイリーンと恋仲となっており、保釈金としてラスティがエアショーで得る賞金をあてにする。パイロットとしての出場資格の検査でラスティはブラウン医師(チャールズ・ウイニンガー)に会うが、医師はラスティの精神面を心配する。ラスティは渋々新郎となるが逃げ回り、最終的にパンジーに掴まる。
エアショーが始まり、パンジーとラスティは空港に到着し、エアロコプターに乗り込む。なんとか離陸するが、格納庫の屋上を突き抜け、空中に舞い上がる。ラスティはパンジーに翼の重要部分がないとして着陸すべきだと告げる。パンジーは翼に上がってみるが、安全のためにパラシュートで降下する。ラスティは上昇し続け、53,000フィートに到達したところで燃料を外し、パンジーを追い越して降下する。飛行場に激しく衝突し、残骸から顔を出すと自身が優勝したことを知る。賞金で会社を立て直し、全てのカップルが幸せになる。

## 登場人物
- エミル・ラスティ・クラウス：バート・ラー
- パンジー・ポッツ：シャーロット・グリーンウッド
- スポート・ウォーデル：パット・オブライアン
- ミス・アイリーン・スミス：キャスリーン・クロフォード
- ブラウン医師：チャールズ・ウイニンガー
- ミセス・スミス：ヘッダ・ホッパー
- ミスター・フレッド・スミス：ガイ・キビー
- ゴードン：ハーバート・ブラジョッティ
- オーケストラ・リーダーの本人役：ガス・アーンハイム
- ガス・アーンハイム&オーケストラ

## 制作
1927年、バート・ラーはバーレスクを離れ、ブロードウェイでミュージカル・コメディに出演していた。常に劇場は満員で、コメディの才能は評判を呼び、映画界に進出した。トーキーが登場し、MGMはヒット・ミュージカル『青空狂騒曲』の映画化にジョージ・ホワイトをプロデューサーとして迎え、ラーを映画デビューに導いた。
飛行シーンの多くはカリフォルニア州のオークランド空港で撮影された。

## 音楽
ドロシー・フィールズ作詞、ジミー・マクヒュー作曲による。
- "I’ll Make a Happy Landing"
- "It’ll Be the First Time for Me"
- "We’ll Dance Until the Dawn"

楽曲「"Happy Landing"」および「"Dance Until Dawn"」は三ばか大将が出演するMGMの短編映画『Plane Nuts』でも使用された。
映画界に進出したばかりの振付師バスビー・バークレーがミュージカル・シーンの振付を行なった。

## 評価
批評家より高評価を得た。

### 興行収入
アメリカおよびカナダで$476,000、海外で$181,000、合計$657,000を売り上げた。